# 2048: Nowhere to Run
2048: Nowhere to Run är en amerikansk neo-noir science fiction kortfilm från 2017 som är en prequel till långfilmen Blade Runner 2049 och uppföljare till kortfilmen 2036: Nexus Dawn. Det är en av tre sådana prequeller, tillsammans med Blade Runner Black Out 2022 och 2036: Nexus Dawn.